# Cicely Tyson

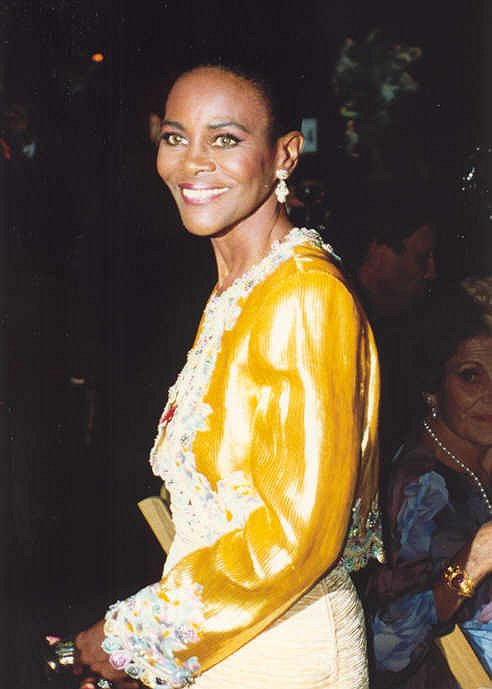
Cicely Tyson (1992).

Cicely Tyson, född 19 december 1924 i Harlem i New York, död 28 januari 2021 i New York, var en amerikansk skådespelare, först verksam som fotomodell. Hon  var gift med Miles Davis 1981–1988.

## Biografi

### Ungdomsåren
Tyson växte upp i stadsdelen Harlem i New York, dit hennes djupt religiösa föräldrar hade flyttat från ön Nevis i Västindien. Hennes far hade hand om shoppingvagnarna i en livsmedelsbutik i området och hennes mor arbetade som hembiträde. Efter en del år separerade de och Tyson blev då tvungen att tjäna extrapengar genom att sälja shoppingkassar i kvarteret. Efter det att hon tagit high school-examen fick hon arbete som sekreterare vid amerikanska Röda korset. Tyson extraknäckte som fotomodell och fick ganska stor framgång.

### Karriär
Cicely Tyson gjorde scendebut i en Harlem-uppsättning av Dark of the Moon och fortsatte sin karriär i off-Broadwaypjäser.
Tyson gjorde filmdebut 1966 i A Man Called Adam och spelade sedan rollen som Portia i filmen Hjärtat jagar allena 1968 innan hon fick sitt stora genombrott 1972 i filmen Sounder, för vilken hon nominerades för en Oscar som bästa skådespelerska.
Några av Tysons mest kända roller är som den 110-åriga kvinnan i miniserien The Autobiography of Miss Jane Pittman samt i TV-serien Rötter.
Cicely Tyson medverkade endast sporadiskt i filmer, eftersom hon ville ha roller som starka, målmedvetna svarta kvinnor, som till exempel i Stekta gröna tomater (1991) och The Rosa Parks Story (2002).

## Filmografi i urval
- 1966 – A Man Called Adam
- 1968 – Hjärtat jagar allena
- 1972 – Sounder
- 1977 – Rötter (TV-serie)
- 1979 – Airport 80 - Concorde
- 1991 – Stekta gröna tomater på Whistle Stop Café
- 2002 – The Rosa Parks Story (TV-film)
- 2011 – Niceville
- 2013 – The Haunting in Connecticut 2: Ghosts of Georgia
- 2016 – House of Cards (TV-serie)

## Teater

### Roller
| År   | Roll                      | Produktion                                               | Regi              | Teater                                  |
| ---- | ------------------------- | -------------------------------------------------------- | ----------------- | --------------------------------------- |
| 1959 | Jolly Rivers (understudy) | Jolly's Progress Lonnie Coleman                          | Alex Segal        | Longacre Theatre, New York, USA         |
| 1960 | Girl                      | The Cool World Warren Miller och Robert Rossen           | Robert Rossen     | Eugene O'Neill Theatre, New York, USA   |
| 1961 | Stephanie Virtue Diop     | The Blacks: A Clown Show Jean Genet                      | Gene Frankel      | St. Mark's Playhouse, New York, USA     |
| 1962 | Celeste Chipley           | Tiger, Tiger Burning Bright Peter S. Feibleman           | Joshua Logan      | Booth Theatre, New York, USA            |
| 1963 | Joan                      | The Blue Boy in Black Edmund White                       | Ashley Feinstein  | Masque Theatre, New York, USA           |
| 1963 | Rev. Marion Alexander     | Trumpets of the Lord Vinnette Carroll                    | Donald McKayle    | Astor Place Theatre, New York, USA      |
| 1966 | Medverkande               | A Hand Is on the Gate American Negroes                   | Roscoe Lee Browne | Longacre Theatre, New York, USA         |
| 1968 | Myrna Jessup              | Carry Me Back to Morningside Heights Robert Alan Aurthur | Sidney Poitier    | John Golden Theatre, New York, USA      |
| 1969 |                           | To Be Young Gifted and Black Lorraine Hansberry          | Gene Frankel      | Cherry Lane Theatre, New York, USA      |
| 1969 | Rev. Marion Alexander     | Trumpets of the Lord Vinnette Carroll                    | Theodore Mann     | Brooks Atkinson Theatre, New York, USA  |
| 1983 | Miss Moffat               | The Corn Is Green Emlyn Williams                         | Vivian Matalon    | Lunt-Fontanne Theatre, New York, USA    |
| 2013 | Mrs. Carrie Watts         | The Trip to Bountiful Horton Foote                       | Michael Wilson    | Stephen Sondheim Theatre, New York, USA |
| 2015 | Fonsia Dorsey             | The Gin Game D.L. Coburn                                 | Leonard Foglia    | John Golden Theatre, New York, USA      |